# Пигелево
Пи́гелево (фин. Pihilä) — деревня в  Аннинском городском поселении Ломоносовского района Ленинградской области.

## История
Деревня являлась вотчиной великого князя Константина Павловича из которой в 1806—1807 годах были выставлены ратники Императорского батальона милиции.
На «Топографической карте окрестностей Санкт-Петербурга» Военно-топографического депо Главного штаба 1817 года упомянута деревня Пигелева, состоящая из 17 крестьянских дворов.
На карте Санкт-Петербургской губернии Ф. Ф. Шуберта 1834 года деревня также названа Пигелева.

ПИГЕЛЕВО — деревня принадлежит государю великому князю Константину Николаевичу, число жителей по ревизии: 31 м. п., 61 ж. п. (1838 год)

В пояснительном тексте к этнографической карте Санкт-Петербургской губернии П. И. Кёппена 1849 года она записана как деревня Pihilä (Пигелево) и указано количество её жителей на 1848 год: эвремейсов — 12 м. п., 14 ж. п., всего 28 человек, ижоры — 27 человек.
Согласно карте профессора С. С. Куторги 1852 года деревня называлась Пигелево.

ПИГГЕЛЕВО — деревня Красносельской удельной конторы Шунгоровского приказа, по просёлочной дороге, число дворов — 16, число душ — 45 м. п. (1856 год)

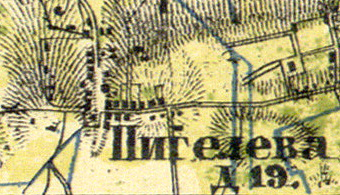
Деревня Пигелево на карте 1860 года

Согласно «Топографической карте частей Санкт-Петербургской и Выборгской губерний» в 1860 году деревня Пигелева при мызе Шунгоровской насчитывала 18 крестьянских дворов.

ПИПЕЛЕВО — деревня Павловского городского правления при колодце, число дворов — 16, число жителей: 50 м. п., 65 ж. п.. (1862 год)

В 1885 году деревня Пигелева насчитывала 22 двора.
В конце XIX веке деревня входила в состав Константиновской волости 1-го стана Петергофского уезда Санкт-Петербургской губернии, в начале XX века — 2-го стана. По приходским данным население деревни было исключительно финским.
К 1913 году количество дворов в деревне Пигелево увеличилось до 23.
С 1917 по 1919 год деревня Пигелево входила в состав Пигелевского сельсовета Шунгоровской волости Петергофского уезда.
С 1919 года в составе Стрельно-Шунгоровской волости.
С 1922 года в составе Шунгоровского сельсовета.
С 1923 года в составе Пигелевского сельсовета Стрельнинской волости Троцкого уезда.
С 1924 года вновь в составе Шунгоровского сельсовета.
С 1926 года вновь в составе Пигелевского сельсовета. Согласно данным переписи населения СССР 1926 года в деревне Пигелево проживали 168 человек — большинство русские, а также финны и ижора.
С 1927 года в составе Урицкого района.
С 1928 года в составе Финно-Высоцкого сельсовета. В 1928 году население деревни Пигелево также составляло 168 человек.
С 1930 года в составе Шунгоровского сельсовета Ленинградского Пригородного района.
По данным 1933 года деревня Пигелево входила в состав Шунгоровского финского национального сельсовета Ленинградского Пригородного района.
С 1936 года в составе Красносельского района.

План деревни Пигелево. 1939 год

Согласно топографической карте РККА 1939 года деревня насчитывала 26 дворов.
С 1 августа 1941 года по 31 декабря 1943 года деревня находилась в оккупации.
С 1955 года в составе Ломоносовского района.
С 1963 года в составе Гатчинского района.
С 1965 года вновь в составе Ломоносовского района. В 1965 году население деревни Пигелево составляло 155 человек.
По данным 1966 года деревня Пигелево также входила в состав Шунгоровского сельсовета.
По данным 1973 и 1990 годов деревня Пигелево входила в состав Аннинского сельсовета.
В 1997 году в деревне Пигелево Аннинской волости не было постоянного населения, в 2002 году проживали 18 человек (русские — 78 %), в 2007 году — также 18 человек.

## География
Деревня расположена в северо-восточной части района на автодороге 41К-140 (Стрельна — Яльгелево), к югу от посёлка Аннино.
Расстояние до посёлка Аннино — 4 км.
Расстояние до ближайшей железнодорожной станции Красное Село — 8 км.

## Демография
| 1862 | 2002 | 2007 | 2010 | 2017 |
| ---- | ---- | ---- | ---- | ---- |
| 115  | ↘18  | →18  | ↗58  | ↘25  |

## Улицы
1-я Парковая, 2-я Парковая, Абордажный проезд, Андреевский спуск, Васильковая, Восточная, Гангутский переулок, Десантный проезд, переулок Доблести, Западная, Кемяряйзи, Крымская, Межевой переулок, Морской Пехоты, Наклонный переулок, Овражный переулок, Полевая, Родниковый переулок, Северная, Славы, Счастливая, Уездная, Штормовой переулок, Южная.